# Ophiocormus notabilis
Ophiocormus notabilis is een slangster uit de familie Ophiodermatidae.
De wetenschappelijke naam van de soort werd in 1915 gepubliceerd door Hubert Lyman Clark.